# Tapinoma minor
Tapinoma minor este o specie de furnică din genul Tapinoma Descrisă de Bernard în 1945, specia este endemică în Maroc.